# Sin Sex & Salvation
Sin Sex & Salvation – minialbum będący kolaboracją zespołów KMFDM i PIG, wydany 1 grudnia 1994 roku przez Wax Trax!/TVT Records. Nagrany został w dwóch studiach: w Seattle i w Londynie. Artystów minialbumu czasami opisuje się jako PIG vs. KMFDM.

## Lista utworów
1. "Secret Skin" - 3:39
2. "Fuck Me" - 3:50
3. "Rape Robbery & Violence" - 5:43
4. "Fuck Me Hoghunter" - 4:10
5. "Secret Sin" (Sex & Salvation) - 5:35

Edycja japońska
1. "Rape Robbery & Violence" (The Hard Pork Mix) - 4:58